# Alfred Broczyner
Alfred Broczyner (* 20. April 1878 in Wien, Österreich-Ungarn; † 20. September 1945 in Enfield, London) war ein österreichischer Versicherungsbeamter, Gewerkschafter sowie Wiener Landtagsabgeordneter und Gemeinderat.

## Leben und Wirken
Alfred Broczyner wurde am 22. April 1878 in Wien geboren; im Jahre 1901 war er einer der Mitgründer des Vereins der Versicherungsangestellten Wien und fungierte ab 1906 als dessen Obmann. Im Jahre 1910 war das Mitglied der SDAP ebenso Mitgründer des Vereins der Versicherungsangestellten Österreichs und war in etwa bis 1934 als dessen Obmann im Amt. Unter ihm fanden zahlreiche weitere Mitglieder den Weg in die Politik; darunter auch Ernst Lakenbacher. Von Dezember 1918 bis Mai 1919 gehörte er dem provisorischen Gemeinderat der Stadt Wien an. Bei der Wahl Karl Leuthners zum Abgeordneten in die Konstituierende Nationalversammlung am 16. Februar 1919 gehörte der aus dem 2. Wahlkreis („Innen West“ → Mariahilf, Neubau und Josefstadt) kommende Broczyner dessen sozialdemokratischer Liste an. Nur die drei erstgereihten Mitglieder dieser Liste schafften in weiterer Folge den Einzug in die Konstituierende Nationalversammlung. Broczyner war an fünfter Stelle gelistet.
Am 4. Mai 1919 war er eines von 165 Mitgliedern, das in den Wiener Landtag und Gemeinderat gewählt worden war. In dieser Funktion war er in der 1., 2., 3. und 4. Wahlperiode aktiv. Zeitweise war er der Vorsitzende des Finanzausschusses der Gemeinde Wien, sowie der geschäftsführende Vizepräsident der Zentralsparkasse der Gemeinde Wien. 1922 scheint er als Direktor der „Foncière“ in der Börsegasse 14 im 1. Wiener Gemeindebezirk auf. Im Anschluss an die Februarkämpfe 1934 wurde Broczyner verhaftet; um das Jahr 1938 soll er sich im Anhaltelager Wöllersdorf aufgehalten haben. Später gelang ihm die Flucht und Emigration nach Großbritannien, wo er in London dem London Büro der österreichischen Sozialisten angehörte.
Im Jahre 1945 starb der sich in seinen späteren 60ern befindliche Broczyner. In den letzten Jahren vor seinem Ableben war er in einem engeren Kontakt mit Otto Harpner, einem Wiener Anwalt im Londoner Exil, dem Sohn des berühmten Anwalts Gustav Harpner. Des Weiteren pflegte er einen regen Schriftverkehr mit dem 1942 im Konzentrationslager Auschwitz ermordeten Robert Danneberg.